# Kim Seon-su
Kim Seon-su (* 3. Juni 1989 in Muju, Provinz Jeollabuk-do) ist eine südkoreanische Biathletin.
Kim Seon-su debütierte zu Beginn der Saison 2004/05 in Obertilliach in den Junioren-Wettbewerben des Biathlon-Europacups. An selber Stelle lief sie in der folgenden Saison ihre ersten Rennen bei den Frauen im Leistungsbereich, beendete ihr erstes Einzel jedoch nicht. Bei ihrem ersten Sprint erreichte sie den 50. Platz. Noch bessere Resultate erreichte sie wenig später mit den Rängen 25 im Sprint und 28 in der Verfolgung in Windischgarsten. Im Sprint ließ sie dabei selbst die spätere Weltmeisterin Anna Bulygina hinter sich. Gegen Ende der Saison debütierte Kim auch im Biathlon-Weltcup. Das erste Rennen bestritt sie in Pokljuka und wurde dort 85. eines Sprints. Bis 2007 nahm sie an einem Dutzend Weltcuprennen teil, bestes Resultat wurde ein 67. Platz bei einem Sprint in Kontiolahti. Kim nahm an den Winterasienspielen 2007 in Changchun teil und erreichte die Plätze 13 im Sprint, 14 in der Verfolgung und Elf im Einzel. Zudem wurde sie als Startläuferin der Staffel mit Chu Kyoung-mi, Mun Ji-hee und Jo In-hee Vierte.

## Weltcupstatistik
Die Tabelle zeigt alle Platzierungen (je nach Austragungsjahr einschließlich Olympische Spiele und Weltmeisterschaften).
- 1.–3. Platz: Anzahl der Podiumsplatzierungen
- Top 10: Anzahl der Platzierungen unter den ersten zehn (einschließlich Podium)
- Punkteränge: Anzahl der Platzierungen innerhalb der Punkteränge (einschließlich Podium und Top 10)
- Starts: Anzahl gelaufener Rennen in der jeweiligen Disziplin
- Staffel: inklusive Mixed- und Single-Mixed-Staffeln

| Platzierung            | Einzel | Sprint | Verfolgung | Massenstart | Staffel | Gesamt |
| ---------------------- | ------ | ------ | ---------- | ----------- | ------- | ------ |
| 1. Platz               |        |        |            |             |         |        |
| 2. Platz               |        |        |            |             |         |        |
| 3. Platz               |        |        |            |             |         |        |
| Top 10                 |        |        |            |             |         |        |
| Punkteränge            |        |        |            |             | 27      | 27     |
| Starts                 | 15     | 38     |            |             | 32      | 85     |
| Stand: 10. Januar 2022 |        |        |            |             |         |        |